# Cixius operosa
Cixius operosa är en insektsart som beskrevs av Tsaur 1991. Cixius operosa ingår i släktet Cixius och familjen kilstritar. Inga underarter finns listade i Catalogue of Life.